# Juego de mentiras
A Juego de mentiras egy 2023-as amerikai televíziós sorozat, amelyet Sebastian Arrau alkotott. 2023. március 7-én mutatta be a Telemundo, Magyarországon még nem mutatták be. A főszerepekben Arap Bethke és Altaír Jarabo látható.

## Cselekmény
A történet Adriana Molina (María Elisa Camargo) eltűnésével kezdődik. Minden bizonyíték férjére, César Ferrer-re (Arap Bethke) utal, aki az elsőszámú gyanúsítottja a lehetséges gyilkosságnak. Elhatározta, hogy elkerüli, hogy elvegyék tőle nyolcéves kislányát, így César úgy dönt, saját maga kezd nyomozásba. Miközben nyomokat keres a lehetséges indokokról a felesége eltűnésével kapcsolatban, César rájön, hogy Adriana kettős életet élt, és volt egy szeretője egy gazdag és befolyásos családból.
Szinte az összes karakter gyanúsítottá válik, mivel mindannyiuknak van oka – habár csak külsőleg – arra, hogy végezzen vele. Mindeközben a szabadsága, a szerelem és César jövője van veszélyben, miközben válaszokat keres.

## Szereplők
| Színész              | Szereplő                 | Magyar hang |
| -------------------- | ------------------------ | ----------- |
| Arap Bethke          | César Ferrer             |             |
| Altaír Jarabo        | Camila del Río           |             |
| María Elisa Camargo  | Adriana Molina           |             |
| Rodrigo Guirao       | Francisco Javier del Río |             |
| Cynthia Klitbo       | Renata del Río           |             |
| Eduardo Yáñez        | Pascual del Río          |             |
| Camila Núñez         | Noelia Ferrer            |             |
| Patricio Gallardo    | Tomás del Río            |             |
| Alicia Machado       | Alejandra Edwards        |             |
| Aylín Mújica         | Rocío Jiménez            |             |
| Pepe Gámez           | Jesús Marín "Chuy"       |             |
| Alberto Casanova     |                          |             |
| Gabriela Vergara     |                          |             |
| Beatriz Valdés       |                          |             |
| María Laura Quintero |                          |             |
| Bárbara Garofalo     |                          |             |

## Évados áttekintés
| Évad | Évad | Epizódok száma | Eredeti sugárzás | Eredeti sugárzás | Eredeti sugárzás | Magyar sugárzás | Magyar sugárzás | Magyar sugárzás |
| Évad | Évad | Epizódok száma | Évadpremier      | Évadfinálé       | Eredeti adó      | Évadpremier     | Évadfinálé      | Magyar adó      |
| ---- | ---- | -------------- | ---------------- | ---------------- | ---------------- | --------------- | --------------- | --------------- |
|      | 1.   | 76             | 2023. március 7. | 2023. július 4.  |                  |                 |                 |                 |